# Никольский сельсовет (Краснополянский район)
Никольский сельсовет — упразднённая административно-территориальная единица, существовавшая на территории Московской губернии и Московской области в 1925—1939 годах.
Никольский сельсовет был образован 23 ноября 1925 года в составе Трудовой волости Московского уезда Московской губернии путём выделения из Белорастовского с/с.
По данным 1926 года в состав сельсовета входил 1 населённый пункт — деревня Никольское.
В 1929 году Никольский с/с был отнесён к Коммунистическому району Московского округа Московской области.
4 января 1939 года Никольский с/с был передан в новый Краснополянский район.
17 июля 1939 года Никольский с/с был упразднён. При этом его территория (селение Никольское) была передана в Белорастовский с/с.